# Ruedas de metal
Ruedas de metal es el álbum debut de la banda argentina de hard rock y heavy metal Riff, publicado en 1981 por Tonodisc/ATC, por entonces sello discográfico del canal ATC.

## Detalles
El disco fue grabado en 24 canales durante la primera mitad de 1981, y lanzado a mediados de ese año, introduciendo el sonido heavy metal, novedoso para la escena de rock argentina de entonces.
El álbum y la propuesta de la banda tuvieron gran aceptación, ubicando a Riff, comandado por Pappo, como una de los grupos de rock más populares del país. 
Un puñado de videoclips promocionales se filmaron para la televisión, algo nuevo en la Argentina de principios de los 80s.
Ruedas de metal fue reeditado en CD en 1992 por Musimundo S.A., al no tener los derechos para poder ponerle la carátula original, se le puso una carátula distinta. 
Este trabajo fue remasterizado y reeditado en el 2006 por DBN. En 2015 se reeditó en LP de vinilo.

## Lista de canciones
| N.º   | Título                         | Escritor(es)                         | Duración |  |
| 1.    | «Ruedas de metal»              | Pappo                                | 5:55     |  |
| 2.    | «Sordidez»                     | Vitico                               | 5:22     |  |
| 3.    | «El marqués bajo la luz»       | Pappo                                | 5:20     |  |
| 4.    | «Mucho por hacer»              | Vitico                               | 5:12     |  |
| 5.    | «No detenga su motor»          | Pappo                                | 3:34     |  |
| 6.    | «Rayo luminoso»                | Pappo                                | 4:26     |  |
| 7.    | «Necesitamos más acción»       | Pappo                                | 3:46     |  |
| 8.    | «Alas del mal»                 | Pappo, Michel Peyronel               | 5:19     |  |
| 9.    | «Boff no puedo soportarlo más» | Pappo, Boff Serafine, Mundy Epifanio | 4:35     |  |
| 43:33 |                                |                                      |          |  |

## Créditos

### Integrantes
- Norberto "Pappo" Napolitano - Voz y Guitarra líder
- Héctor "Boff" Serafine - Guitarra rítmica
- Víctor "Vitico" Bereciartúa - Bajo y Voz
- Michel Peyronel - Batería y Voz

### Producción
- Juan Carlos Manojas - Ingeniero de sonido
- Carlos Mayo - Arte de tapa
- Alberto Vidal - Arte de contratapa
- Mundy Epifanio - Mánager